# Hidden World
Hidden World è l'album di debutto della hardcore punk band Fucked Up. È stato pubblicato in doppio vinile da Deranged Records e su CD da Jade Tree. È il primo disco di lunga data della band. Hidden World è stato scelto come il primo album punk dell'anno dalla rivista canadese Exclaim! ed è stato anche nominato per l'album punk dell'anno 2007 da PLUG Independent Music Awards.
La copertina mostra una dea che sorge sopra un fiume e il campo di serpenti. Un'altra opera d'arte nell'opuscolo mostra questi serpenti che emergono da un gigantesco tentacolo / Cornucopia. Il logo dell'album è Vesica piscis o diagramma di Venn di due set, presumibilmente il mondo reale e il mondo nascosto. È stato illustrato da Jason Gardner di Buckland, nel Massachusetts.

## Tracce
1. Crusades – 6:43
2. David Comes to Life – 2:20
3. Invisible Leader – 4:30
4. Carried Out to the Sea – 3:11
5. Baiting the Public – 5:56
6. Fate of Fates – 6:06
7. Two Snakes – 7:17
8. Hidden World – 5:44
9. Manqueller Man – 4:16
10. Blaze of Glory – 5:10
11. Triumph of Life – 6:02
12. Jacobs Ladder – 5:50
13. Vivian Girls – 9:26